# Bojovnice tuzo
Bojovnice tuzo je jedno z méně známých plemen slepic vyšlechtěných ke kohoutím zápasům. Jedná se o jedno z menších plemen bojovnic. Až na to, že mají v genech zakódované agresivní chování vůči jedincům vlastního druhu se jedná o nenáročné slepice s poměrně vysokou snáškou (v poměru s jinými plemeny bojovnic).

## Historie
Co se týče historie bojovnic tuzo, pak vím v současné době jen málo. V Česku a jiných zemích Evropy je například za zemi původu považováno Japonsko, avšak ve Velké Británii jsou za zemi původu považovány Spojené státy a Evropa, přičemž bylo použito krve orientálních plemen slepic. V Japonsku se obecně v historii nikdy neobjevuje název tuzo, pokud zde tedy toto plemeno bylo vyšlechtěno, tak pod jiným názvem. Přestože předci bojovnic tuzo byla pravděpodobně velmi stará plemena, o samotných bojovnicích tuzo se nepíše ani v knihách vydaných po roce 1800. V historii se spekulovalo o tom, zda evropský název tuzo nepopisuje plemeno nankin shamo původem z Japonska, avšak tyto bojovnice byli značně lehčí. Dalším možným kandidátem bylo plemeno ashura, avšak to začátkem 20. století vymřelo.
Pokud ale byla bojovnice tuzo skutečně vyšlechtěna v Japonsku, pak ale do Česka byla dovezena až ze Spojených států a to roku 1965 holandským chovatelem Wullfenem Palthemem. Ten bojovnice tuzo popisuje jako plemeno zvláštního vzhledu, který připomíná draky ze starých japonských obrazů a bájí. Do Německé standardu se plemeno bojovnice tuzo dostalo roku 1983.

## Vzhled
Tuzo má stejně jako jiná plemena bojovnic vzpřímená postoj, čímž působí značně elegantně. V současném chovu se hledí i na udržení znaků typických bojových plemen. Maximální hmotnost které kohouti v životě dosáhnout je 2,4 kg, u slípek je to maximálně 2,0 kg. Avšak většinou jejich hmotnost nedosáhne ani 1,7 kg. Trup je středně dlouhý, záda rovná a směrem k zádi se zužují. Břicho úzké, méně vyvinuté. Charakteristický ocas je mírně zahnutý a svěšený. Peří je kratší a spíše řídké, kůže žlutá. Mezi nejzávažnější vady patří především vady postoje a příliš velké laloky.

### Barevné rázy
Nejčastěji viděným barevným rázem je černá, ve Španělsku se jedná dokonce o jediný uznaný ráz. U černého rázu je požadován zelený lesk. U většiny států je uznaný i bílý ráz. Častou chybou u bíle zbarvených jedinců je žlutý nádech. Další častý ráz je modrý; jedná se o šedomodrou barvu, která je u kohoutů tmavší. Černé bílé skvrnité se chovají pouze v Německu a Polsku. Stejně tak černé zlatokrké můžeme vidět v Německu a na Slovensku. Mezi novější rázy patří zlatě pšeničný, uznaný v Německu až roku 2003 a krahujcovité, uznané v roce 2015.

## Chov
Údaje chovatelů o snášce bojovnic tuzo se liší, někteří uvádějí za rok až 140 vajec, což je poměrně mnoho, další uvádějí pouze 80 vajec ročně. Vejce jsou bílá nebo smetanově zbarvená, většinou váží okolo 35 g. Jedná se o rychlerostoucí plemeno s dobrým masem, slípky se dají použít i jako náhradní kvočny. Na chov jsou bojovnice tuzo nenáročné, avšak již u kuřat se projevují sklony k bojům. Kroužek u kohoutů je 16 mm, u slípek 15 mm.
V Česku se jedná o jedny z nejčastěji chovaných bojovnic, k vidění jsou u mnoha soukromých chovatelů. Přesto se zde nenachází žádný chovatelský klub, ten nejbližší je v Německu a byl založen roku 2003.